# Aril
Un aril en botànica, és un embolcall o apèndix, generalment carnós i vivament acolorit de la coberta de la llavor que s'origina a partir de la regió de l'hílum, altrament dit funicle, que és el punt de contacte de la llavor. Probablement els arils ajuden a la dispersió de la llavor quan els animals se'ls mengen sense digerir-ne la llavor. L'aril més conegut és el del teix que es caracteritza a més per ser l'única part no tòxica de la planta.
L'aril crea una estructura anomenada fals fruit. El litxi també fa arils molt desenvolupats.

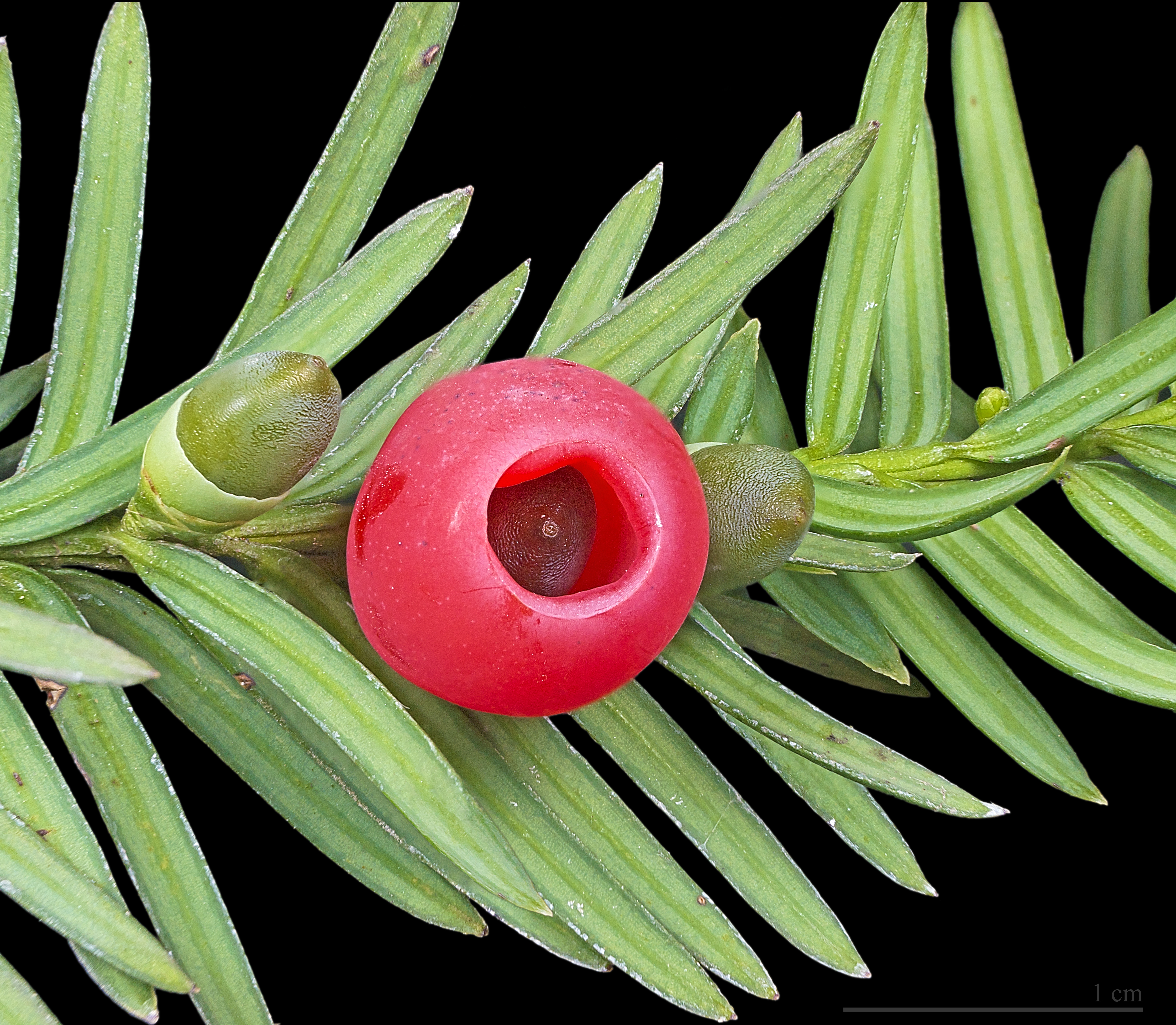
Arils carnosos i vermellosos del teix
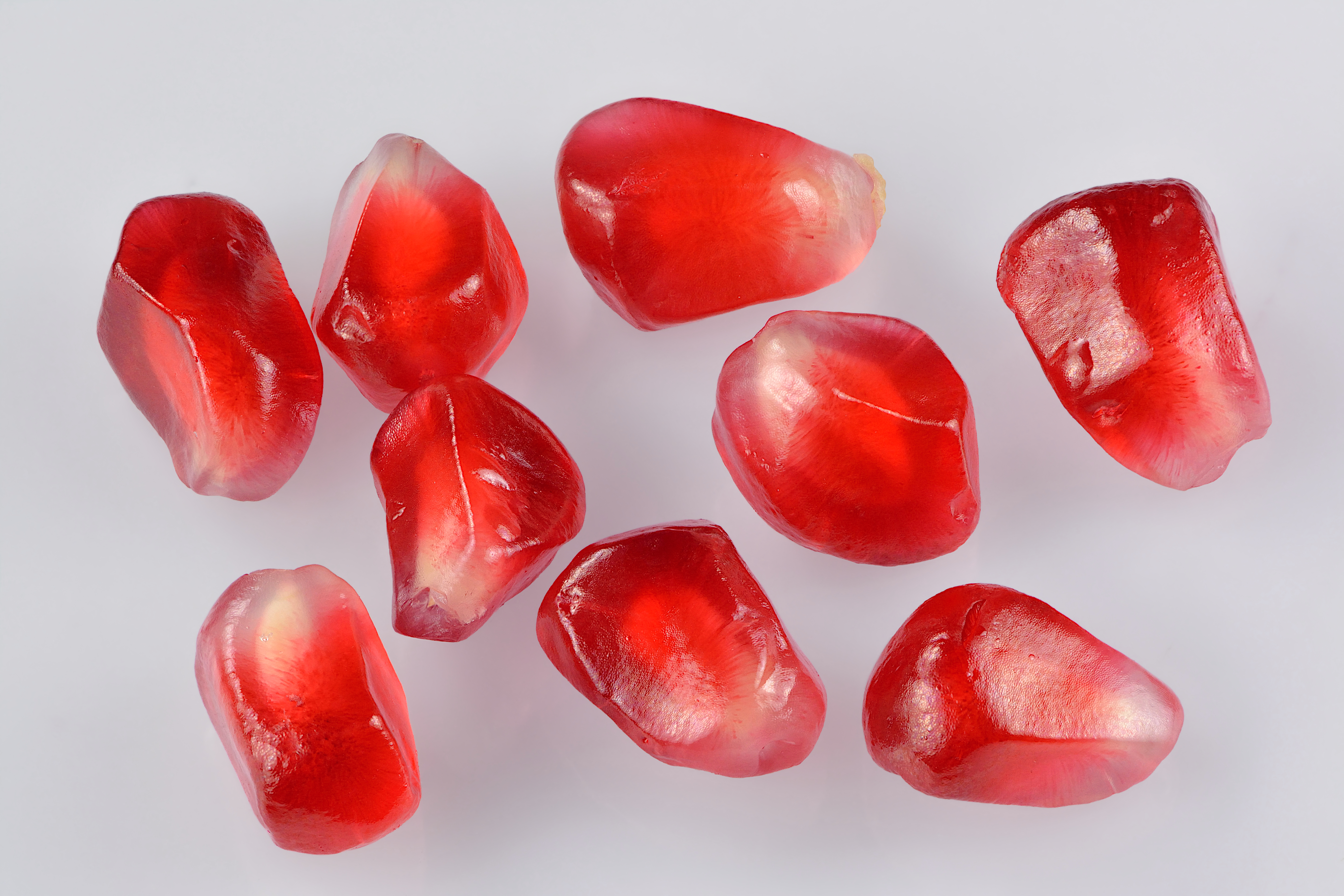
Arils de la magrana
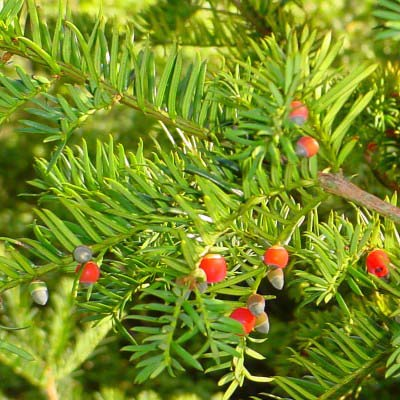
Arils madurs i immadurs del teix Taxus baccata, l'aril carnós envolta cada llavor.
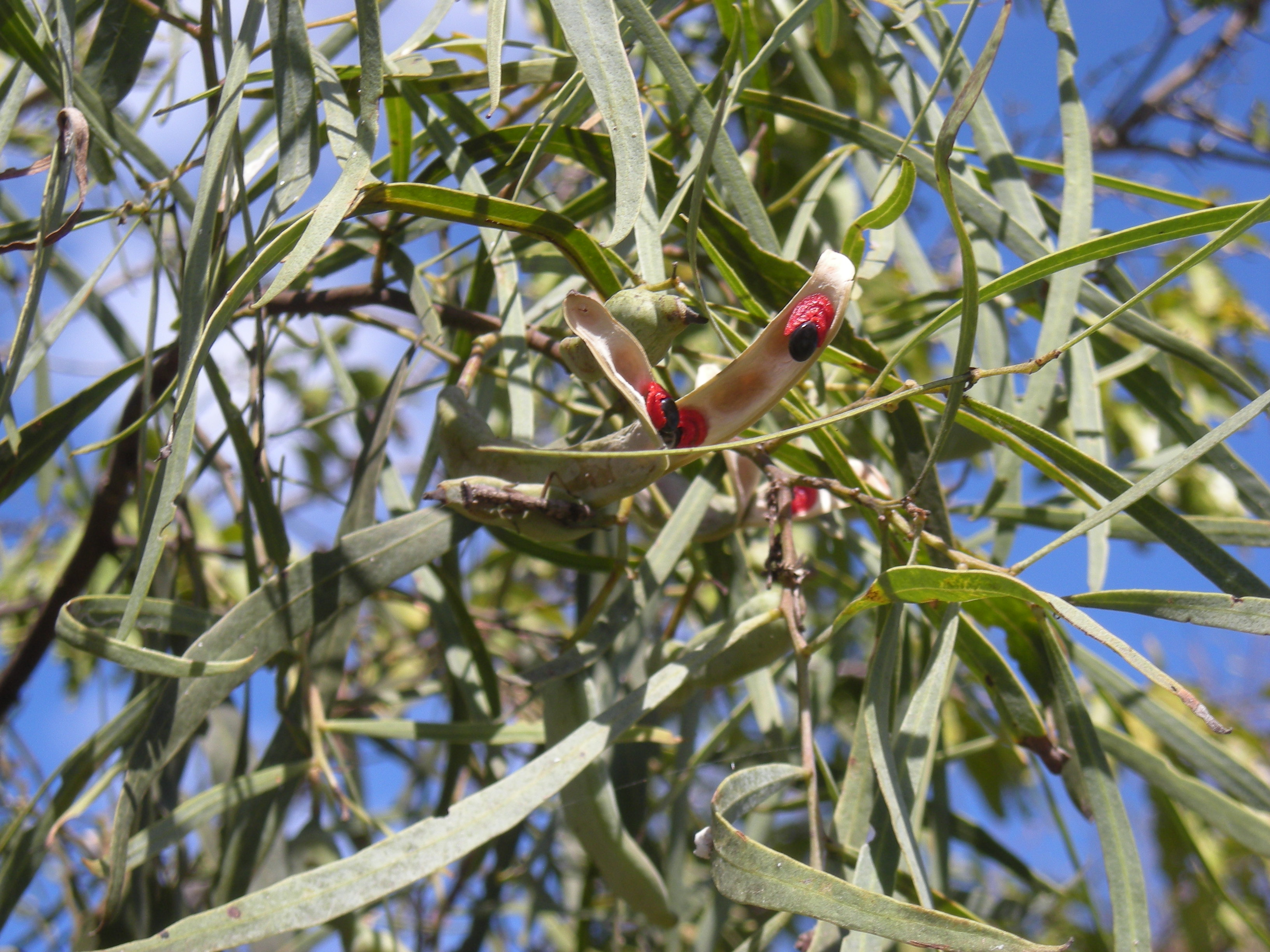
Arils vermells d'Acacia salicinabenvoltant les llavors negres.